# Natica castrensis
Natica castrensis är en snäckart som beskrevs av Dall 1889. Natica castrensis ingår i släktet Natica och familjen borrsnäckor. Inga underarter finns listade i Catalogue of Life.